# 6305 Helgoland
A 6305 Helgoland (ideiglenes jelöléssel 1989 GE8) a Naprendszer kisbolygóövében található aszteroida. Freimut Börngen fedezte fel 1989. április 6-án.